# Plusiophaes thermotis
Plusiophaes thermotis là một loài bướm đêm trong họ Noctuidae.